# Протопопов, Виктор Александрович
Ви́ктор Алекса́ндрович Протопо́пов (31 марта 1868, Краснослободск, Саранский уезд, Пензенская губерния, Российская империя ― 31 января 1920, Козьмодемьянск, Казанская губерния, РСФСР) ― русский советский врач. Заведующий Козьмодемьянской земской больницей Казанской губернии (1914―1920). Герой Труда (1923, посмертно).

## Биография
Родился 31 марта 1968 года в г. Краснослободске ныне Мордовии в семье чиновника.
В 1894 году окончил медицинский факультет Казанского университета.
С 1894 года работал земским врачом 4-го врачебного участка Козьмодемьянского уезда Казанской губернии. Будучи членом Козьмодемьянской земской управы, в 1894 году стал основателем и первым заведующим Руткинской больницей.
В годы Первой мировой войны вплоть до последних дней жизни заведовал Козьмодемьянской земской больницей. Выступал за санитарное просвещение жителей, улучшение условий труда, быта, медицинского обслуживания лесорабочих.
В 1920 году стал активным участником ликвидации эпидемии сыпного тифа в Марийском крае. 31 января 1920 года умер, заразившись от больных.
Женат, сын — известный врач-офтальмолог, доктор медицинских наук, профессор Б. В. Протопопов.
В 1923 году решением Козьмодемьянского кантисполкома Марийской автономной области ему присвоено звание «Герой Труда» (посмертно).

## Звания
- Герой Труда (1923, посмертно)[1][4]